# Xã Springfield, Quận Lucas, Ohio
Xã Springfield (tiếng Anh: Springfield Township) là một xã thuộc quận Lucas, tiểu bang Ohio, Hoa Kỳ. Năm 2010, dân số của xã này là 26.193 người.